# Vanda Babič
Vanda Babič, slovenska jezikoslovka, slavistka in profesorica * 4. avgust 1963, Postojna

## Življenje in delo
Študirala je na Filozofski fakulteti Univerze v Ljubljani, kjer je leta 1988 diplomirala iz srbščine, hrvaščine in ruščine. Leta 1989 je diplomirala še iz primerjalnega slovanskega jezikoslovja. Isto leto se je kot mlada raziskovalka zaposlila na Oddelku za slovanske jezike in književnost na Filozofski fakulteti v Ljubljani.
Leta 1986 in 1988 je za svoji diplomi prejela Prešernovi nagradi za študente.
Magistrirala je leta 1992 z magistrsko nalogo Vpliv vzhodne cerkvene slovanščine na hrvaške cerkvene glagolske tekste iz 17. in 18. stoletja. S še bolj poglobljeno in raziskovano magistrsko nalogo iz leta 1992 je leta 1997 doktorirala. Iz doktorata je nastala knjiga. 
Jezikoslovka se predvsem osredotoča na slovansko jezikoslovje, veliko se ukvarja s staro cerkveno slovanščino in njenim nastankom, predmet Staro cerkveno slovanščino pa poučuje tudi na Filozofski fakulteti v Ljubljani.

## Dela
Njen opus oblikujejo monografije, članki, znanstveni in strokovni prispevki na konferencah, samostojni znanstveni sestavki in sestavki v slovarjih ter druga strokovno-jezikovna dela. Glavno delo avtorice je Vpliv vzhodne cerkvene slovanščine na hrvaške cerkvene glagolske tekste iz 17. in 18. stoletja (COBISS). Leta 2008 je napisala Učbenik stare cerkvene slovanščine (COBISS), s katerim študente slavistike izobražuje o stari cerkveni slovanščini.
Nekateri izmed ustvarjenih člankov so:
- Matej Sovič in njegov latinski prevod cerkvenoslovanske slovnice Meletija Smotrickega iz leta 1773 (COBISS)
- Cerkvenoslovanska ostalina na Slovenskem ‒ zgodbe, kraji in osebnosti ljubljanskega dela Supraseljskega zbornika (COBISS)
- Cerkvenoslovanska ostalina na Slovenskem – Žitje sv. Gregorija, rimskega papeža iz Supraseljskega zbornika (COBISS)
- Temeljni razlikovalni elementi grafičnih sestavov in njihov delež pri oblikovanju različnih fonetično-morfoloških sistemov v Levakovićevih in Peštićevih glagolskih izdajah (COBISS)
- Od »nebrušenega diamanta« do velikega uma 19. stoletja (COBISS)
- Stara cerkvena slovanščina in prepletenost slovanskih jezikovnih vezi (COBISS)
- Študijsko-metodološki priročnik Glagolska pismenost na zahodnem Balkanu od 10. do 16. stoletja (COBISS)
- Ob osemdesetletnici profesorja Janeza Zora (COBISS)
- Latinski prevod slovnice Meletija Smotrickega in dva fascikla s korespondenco Mateja Sovića (COBISS)

## Monografije

### Doktorska disertacija
Avtorica se je s svojim delom Vpliv vzhodne cerkvene slovanščine na hrvaške cerkvene glagolske tekste iz 17. in 18. stoletja (COBISS) ukvarjala že pri magisteriju, razširjeno in bolj raziskovano pa se je tematike lotila v svoji doktorski disertaciji (COBISS). Delo sodi med tradicionalno zastavljene filološke raziskave konkretnih besedil. Pri svoji raziskavi se je jezikoslovka osredotočala na cerkvene tekste, prav tako ji je na pomoč priskočil profesor Janez Zor, s katerim sta iz spomenikov hrvaške redakcije cerkvene slovanščine izbrala nekaj odlomkov.  
Doktorska disertacija obsega pet poglavij, in sicer dve uvodni ter tri osrednja poglavja. V prvem poglavju se avtorica osredotoča na dosedanja vedenja o vzhodnoslovanizaciji hrvaških glagolskih tekstov, kjer omeni, da v preteklosti ni bilo veliko zanimanja za slovansko jezikovno zgodovino, med drugim je vzhodnoslovanizacija na razvoj hrvaških glagolskih liturgičnih knjig vplivala negativno, s čimer se strinjajo vsi raziskovalci ter preučevalci vzhodnoslovanskih jezikov. V drugem poglavju imenovanem Tiskanje hrvaških glagolskih knjig v Rimu, avtorica opisuje predvsem dogodke, ki so se dogajali v 17. in 18. stoletju ter prav tako njihov vpliv na nastanek liturgičnih knjig. V osrednjem delu disertacije pa se avtorica podrobneje ukvarja z analizami tekstov, in sicer z grafično, fonetično in morfološko analizo tekstov. Vsaka analiza ima svoje poglavje.  
V obdobju med leti 1631 in 1893 so hrvaški glagolski teksti in književnost upadali zaradi dveh razlogov. Prvi je bil ta, da so se vsi ustvarjalci zatekali k enostavnejšim in razumljivejšim hrvaškim tekstom, drugi razlog pa je ta, da je latinica prevzela oblast nad številnimi jezikovnimi področji.

### Učbenik stare cerkvene slovanščine
Vanda Babič je učbenik zasnovala leta 2008. V Učbeniku stare cerkvene slovanščine (COBISS) se ukvarja predvsem z jezikom, ki je bil ustvarjen zaradi potrebe po liturgiji. Ni služil kot simbol sporazumevanja ali opravljanja nalog nacionalnega jezika katerega koli slovanskega naroda. Avtorica skuša predstaviti prvi knjižni jezik Slovanov, torej staro cerkveno slovanščino, v kateri so zapisani najstarejši slovanski prevodi verskih knjig iz grščine, in sicer iz druge polovice 9. stoletja.
Stara cerkvena slovanščina se je v primerjavi z drugimi slovanskimi jeziki v pismenosti veliko prej uporabljala, zato jo lahko po slovnični sestavi enačimo le s praslovanščino, iz katere so se kasneje razvili vsi slovanski jeziki. Jezikovna tvorba pa se je pri številnih narodih uveljavila že v prvi dobi sprejemanja krščanske vere. Nalogo oblikovanja tega knjižnega jezika pa je Cesar Mihael III. zaupal Grkoma Cirilu in Metodu, ki sta bila vešča v slovanskem narečju okolice Soluna. Najprej sta sestavila slovanski črkopis, nato pa sta jezik morala tudi versko obogatiti, zato sta v njem prevajala številna besedila bogoslužne narave. Njuni prevodi te prvotne oblike slovanskega jezika niso ohranjeni, moč je zaznati le izvirno podobo jezika, zato te zapise uveljavljamo kot spomenike stare cerkvene slovanščine.

## Članki
Vanda Babič je zasnovala in prevedla kar nekaj člankov o slovanskem jezikoslovju, veliko jih je objavila v osrednjih revijah, npr. v slovenistični reviji Jezik in slovstvo, v Slavistični reviji: Časopis za jezikoslovje in literarne vede itd.

#### Študijsko-metodološki priročnik Glagolska pismenost na zahodnem Balkanu od 10. do 16. stoletja
Vanda Babič je članek (COBISS) napisala leta 2016, in sicer govori o tem, kako so na Filološki fakulteti v Sankt-Peterburgu predavatelji Andrej N. Sobolev, Tatjana I. Afanasjeva in Vjačeslav V. Kozak izoblikovali priročnik z naslovom Glagolska pismenost na zahodnem Balkanu od 10. do 16. stoletja, ki služi kot seminarsko gradivo na številnih predavanjih. 
Priročnik služi tako predavateljem in študentom po svetu, delo pa je oblikovano tako, da obsega osem poglavij, spremno besedo in na koncu poglavij tudi naloge za študente. V njem so podane obrazložitve o hrvaških glagolskih rokopisih, prav tako so opisani vzorčni primeri hrvaških glagolskih spomenikov.
Med drugim pa se uporablja za spoznavanje hrvaške glagolske literature, pisave in transliteracije.

#### Cerkvenoslovanska ostalina na Slovenskem ‒ zgodbe, kraji in osebnosti ljubljanskega dela Supraseljskega zbornika
Članek Vande Babič iz leta 2011 (COBISS) opisuje Supraseljski zbornik, ki je eden najstarejših slovanskih slovstvenih spomenikov v cirilici iz 10. in 11. stoletja. Najden je bil leta 1823 na takratnem ozemlju Zahodne Rusije, in sicer v Supraseljskem samostanu. Našel ga je M. K. Bobrovski. 
Prve podatke o zborniku je v reviji Библиографические листки leta 1825 opisal A. H. Vostokov. S prepisom pa se je ukvarjal tudi J. Kopitar, na podlagi katerega je leta 1851 Fran Miklošič pripravil prvo izdajo celotnega spomenika. Supraseljski zbornik pa lahko imenujemo tudi Retkov zbornik, in sicer po piscu Retku, ki je zbornik v 11. stoletju zapisal v celoti. Vsebina je zapisana na 285 straneh in je namenjena velikonočnemu verskemu branju za mesec marec. Obsega 48 besedil, in sicer 24 žitij, 22 homilij ter po ena pohvala in molitev.

## Sodelovanje pri pripraviSlovenskega lingvističnega atlasa 2
Vanda Babič je sodelovala pri pripravi SLA 2 oz. Slovenski lingvistični atlas 2 (COBISS), ki je bil izdan leta 2016. Gre za drugi atlas s tematskim sklopom kmetija. Delo je ustvarjeno kot pripomoček, ki vsebuje približno 2000 besed. Te so bile izbrane v 417 slovenskih krajih in vseh štirih slovenskih zamejstvih. Tematika atlasa vsebuje vprašanja za pripomočke oz. opremo ter prostore kmetij in kmečkih poslopij. Priročnik tako vsebuje 88 vprašanj.
Namen nastanka atlasa je spoznavanje narečnih besed in besednih zvez na dani tematiki in s tem ugotavljanje, kako so slovenska narečja razgibana. S pridobljenim narečnim gradivom pa so avtorji atlasa nato analizirali rezultate jezikoslovja v danem narečju.
Slovar je prosto dostopen tudi na spletnem portalu Fran.